# Gustav Felix Flatow

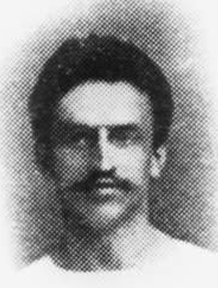
Gustav Felix Flatow

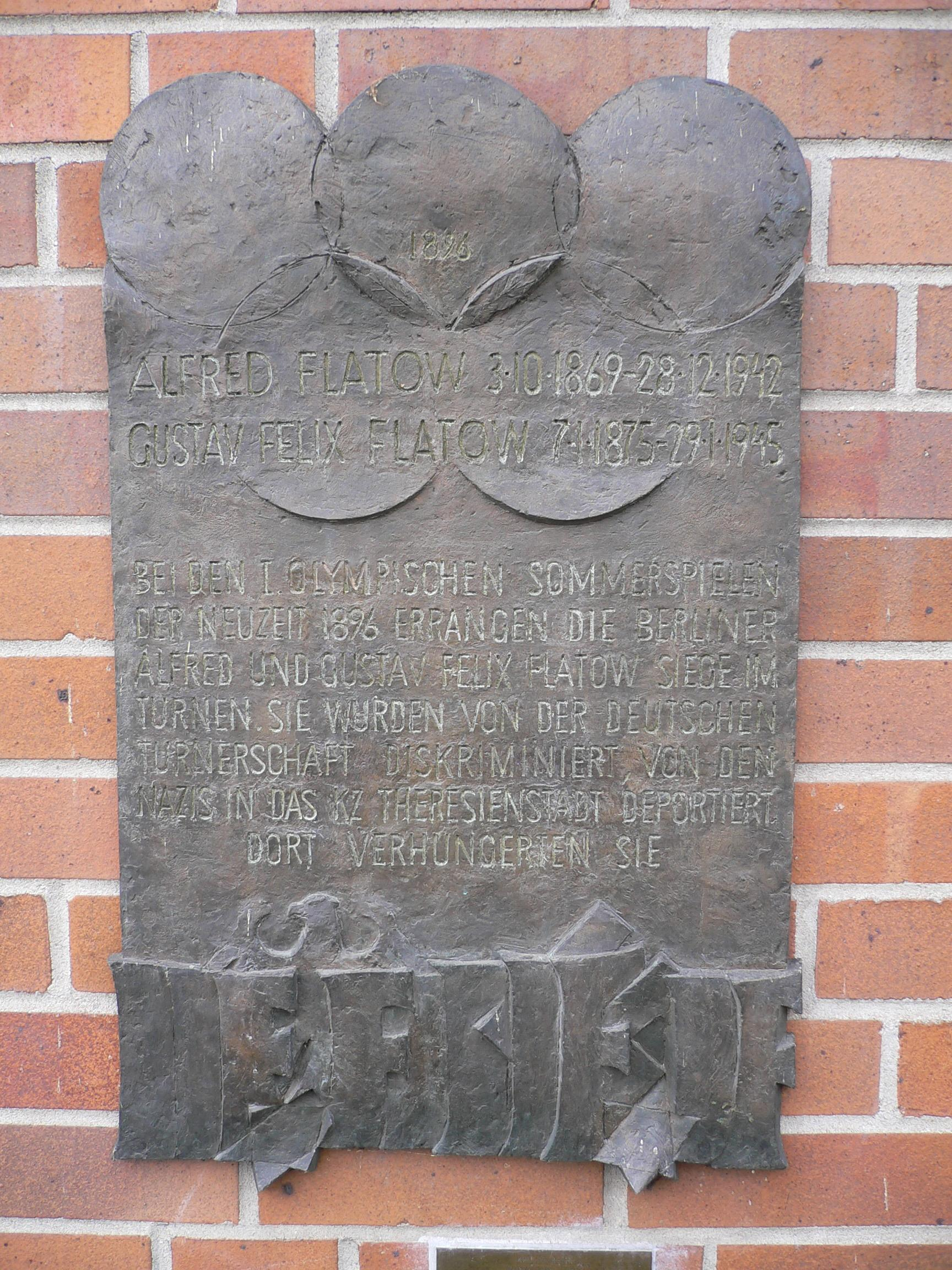
Gedenktafel in Berlin-Kreuzberg für Alfred und Gustav Felix Flatow

Gustav Felix Flatow (* 7. Januar 1875 in Berent, Westpreußen; † 29. Januar 1945 im KZ Theresienstadt) war ein deutscher Gerätturner und Olympiasieger.

## Leben
Flatow absolvierte nach dem Schulbesuch zwischen 1890 und 1893 eine kaufmännische Ausbildung in Berlin. Anschließend war er bis 1899 kaufmännisch tätig.
Flatow war dort ab 1893 Mitglied des Turnvereins 1850. Bei den Olympischen Sommerspielen 1896 in Athen nahm er als einer von zehn deutschen Turnern ebenso wie sein Cousin Alfred Flatow teil und siegte im Mannschaftswettbewerb (dafür erhielt er die Silber-Medaille, Gold gab es erst ab 1904) am Barren und am Reck. Flatow konnte diesen Erfolg bei den Olympischen Sommerspielen 1900 in Paris jedoch nicht wiederholen und zog sich völlig aus dem Sport zurück, um sich der Leitung der 1899 durch ihn übernommenen Textilfirma Edmond Leon zu widmen. Zudem war er ab 1925 an der holländischen Textilfirma „Brandel“ in Rotterdam beteiligt und Ende der 1930er Jahre sein eigenes Textilunternehmen gründete, zeigt seinen Unternehmergeist und seine Widerstandsfähigkeit. Allerdings war diese Zeit durch die zunehmende Diskriminierung und Verfolgung jüdischer Bürger durch das NS-Regime geprägt, was wirtschaftliche Aktivitäten für jüdische Unternehmer enorm erschwerte.
Flatow musste 1933 aufgrund der nationalsozialistischen Verfolgung als Jude in die Niederlande emigrieren. Nach der deutschen Besetzung 1940 konnte er sich eine Zeit lang verstecken. Zu Silvester 1943 wurden er, seine Frau und sein Sohn jedoch verhaftet und im Februar 1944 in das KZ Theresienstadt deportiert, in dem sein Cousin Alfred Flatow bereits 1942 ums Leben gekommen war. Aufgrund seiner sportlichen Erfolge wurde er dort als „Prominenter“ geführt, geführt und erhielt zusätzliche Lebensmittelrationen. Trotz dieser in Theresienstadt vergleichsweise bevorzugten Versorgung magerte Gustav Flatow um 20 kg ab und starb im Januar 1945.
Bei der Verhaftung der Familie gelang es der Tochter Anni (Amalie Beatrice Sara) Flatow, zu entkommen und in Bennekom unterzutauchen. Dort verliert sich ihre Spur. Ihre Mutter Margarete und ihr Bruder Stefan überlebten den Holocaust und setzten nach dem Krieg vergeblich alle Hebel in Bewegung, um Informationen über ihr Schicksal zu erhalten.

## Erinnerung an Gustav Flatow
Die Urne von Gustav Flatow wurde 1986 von Journalisten entdeckt und im heutigen Terezín beigesetzt.

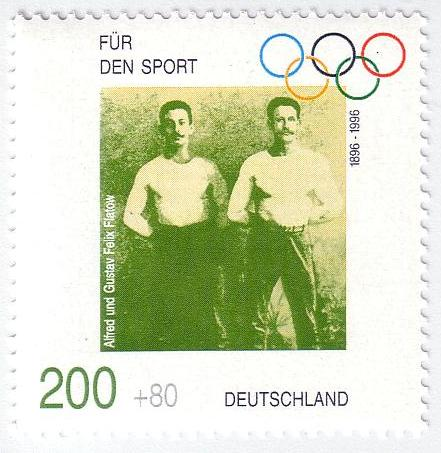
Alfred und Gustav Felix Flatow auf einer bundesdeutschen Briefmarke

Im Jahr 1997 ehrte die Stadt Berlin die jüdischen Turner Alfred Flatow und Gustav Flatow, indem sie die Reichssportfeldstraße in der Nähe des Olympiastadions in Flatowallee umbenannte. Diese Umbenennung erinnert an ihr sportliches Erbe und ihr tragisches Schicksal während des Holocaust. Auf der Lohmühleninsel am Landwehrkanal im Berliner Ortsteil Kreuzberg erinnert die Flatow-Sporthalle sowohl mit ihrem Namen als auch mit einer Gedenktafel an die beiden Flatows. Die Benennung der Sporthalle sowie die Gedenktafel dienen der Erinnerung an ihr sportliches Erbe und ihr tragisches Schicksal. Die Deutsche Post gab zum 100-jährigen Jubiläum der Olympischen Spiele eine Serie mit vier Briefmarken heraus; eine davon zeigt Gustav und Alfred Flatow.
In Berlin-Köpenick trägt die sportbetonte Flatow-Oberschule den Namen der beiden Cousins. Die Schule ehrt mit ihrem Namen ihr sportliches Erbe und gedenkt ihrer tragischen Geschichte. Im Jahr 1989 wurde er in die International Jewish Sports Hall of Fame aufgenommen.
Vor seinem ehemaligen Wohnhaus in Berlin-Charlottenburg, Schlüterstraße 49, wurden am 24. Juli 2012, Stolpersteine für ihn und seine Familie verlegt. Auch ein Stein für die Tochter Anni Flatow wurde dort verlegt.

## Gedenken an der Schlüterstr. 49

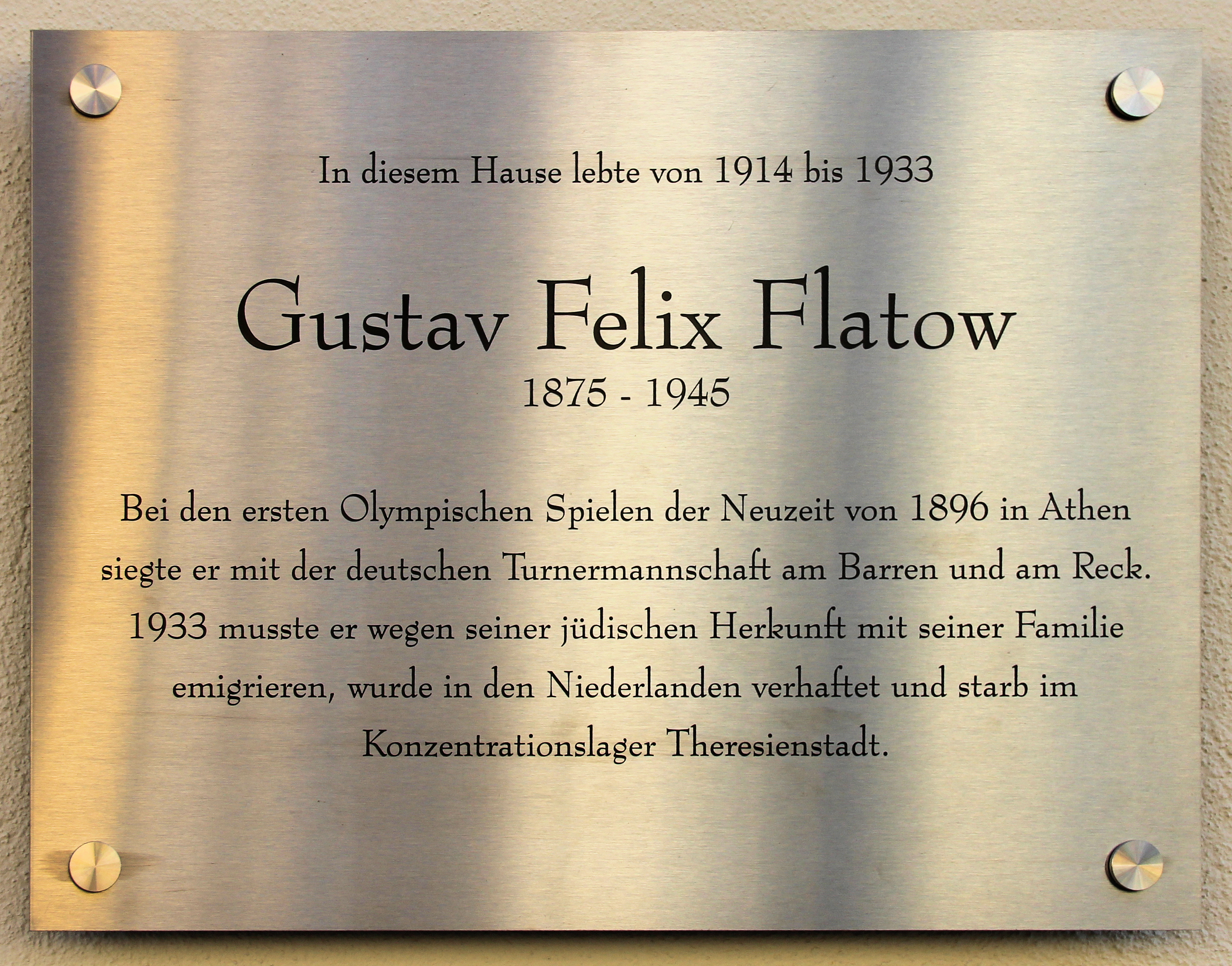
Gedenktafel für Gustav Flatow
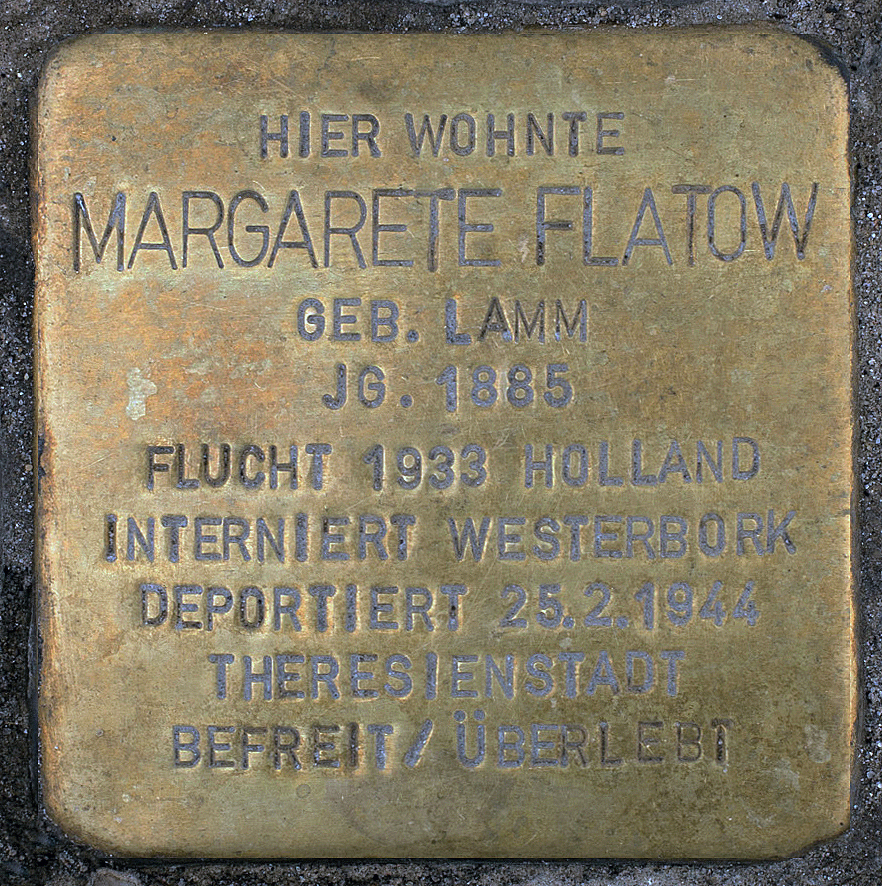
Stolperstein für Margarete Flatow
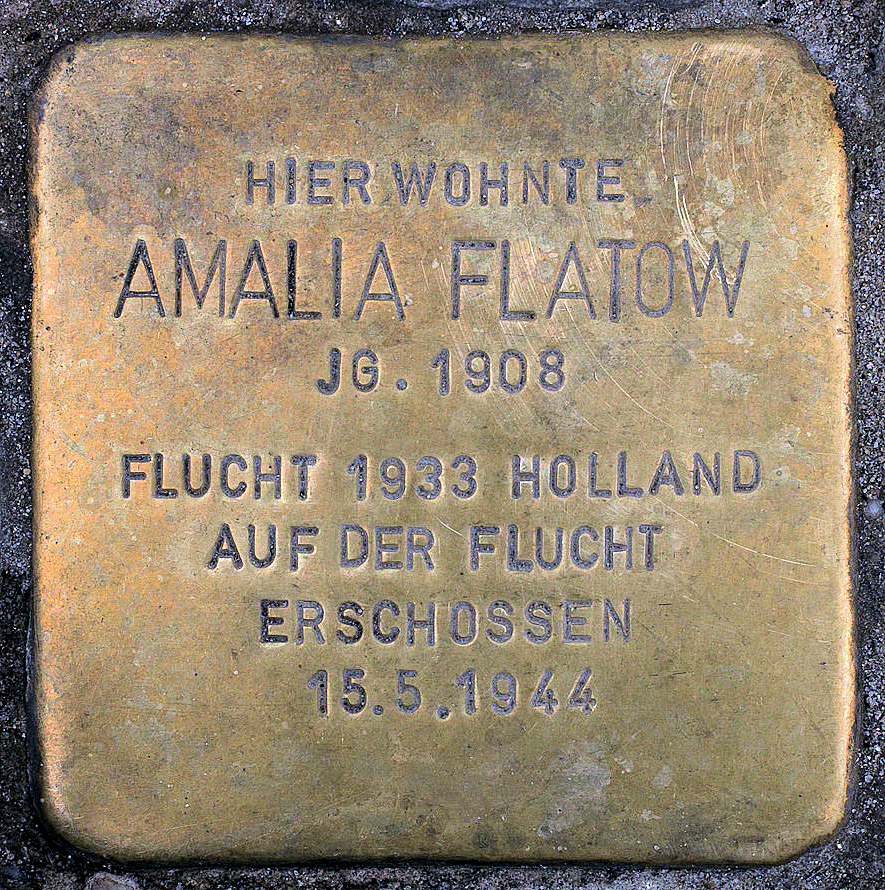
Stolperstein für Amalia Flatow
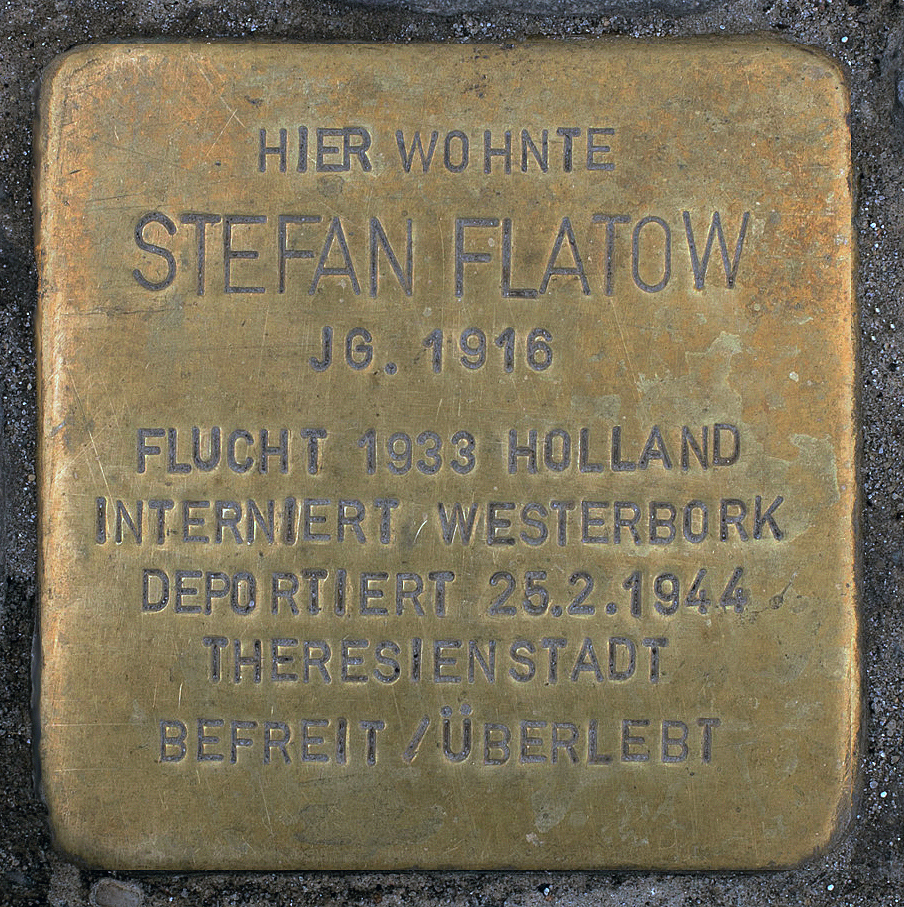
Stolperstein für Stefan Flatow